# Desigual
Desigual è un'impresa produttrice di abbigliamento e calzature con sede a Barcellona (Spagna), che si caratterizza per la linea allegra dei propri prodotti, con stampe dai colori vivaci. L'azienda è stata fondata nel 1984 da Thomas Meyer, attuale presidente.  La compagnia è presente in 109 paesi di tutto il mondo dove vende le sue collezioni di donna, uomo, bambino, accessori, abbigliamento sportivo e calzature, attraverso diversi canali di distribuzione come i negozi propri, punti vendita multimarca, stand in grandi magazzini, il suo sito web Desigual.com e altri canali online. L'azienda collabora con stilisti, musicisti, artisti, brand ed icone del mondo della moda nazionali e internazionali per la creazione delle sue collezioni e il lancio delle sue campagne.

## Storia
- 1978: Thomas Meyer inizia a vendere vestiti di seconda mano attraverso due negozi a Barcellona con il nome Babia.
- 1983: Dal rimanente stock di jeans di seconda mano, Meyer disegna una giacca realizzata con frammenti di jeans che oggi giorno è conosciuta come Iconic Jacket.[5] Dopo aver provato a venderla in diversi negozi multimarca storici della città di Barcellona, sceglie di metterne in vendita alcune unità a Ibiza.  Il progetto riscontra così tanto successo che in poche settimane se ne devono realizzare altre per rispondere alla crescente domanda. Questo capo è stato il primo prodotto del marchio Desigual e uno dei primi indumenti di "upcycling" o economia circolare dell'industria della moda.
- 1984: Il marchio Desigual nasce nel 1984 e prende il nome da un'idea della regista spagnola Isabel Coixet, e inizia la sua attività con una premessa molto chiara: "vestire persone, non corpi".[6]
- 1986: La compagnia apre il suo primo negozio nel porto di Ibiza e include il suo primo logo - un uomo e una donna, nudi e che si tengono per mano, rappresentati graficamente - disegnato da Peret.[7]
- 1993: La firma registra una crescita delle vendite in Spagna e inizia ad esportare in Francia e Portogallo.
- 1998: Desigual lancia il suo sito web, avviando il marketing digitale dei suoi prodotti, e apre un negozio nel centro commerciale Triangle in Plaça de Catalunya, a Barcellona.
- 2006: La compagnia inizia la sua espansione internazionale in Europa, Asia e America con l'apertura di un proprio negozio a Singapore nel 2006, a Londra nel 2007 e un altro a New York nel 2009. Negli anni successivi, l'azienda apre il suo flagship store a Barcellona, in Plaça de Catalunya, inaugura i suoi centri logistici e cresce rapidamente, espandendosi in tutta Europa, Medio Oriente, Africa, America e Asia.
- 2010: La sua avventura in America Latina inizia nel 2010, con il suo primo stabilimento in Colombia. Questo paese, insieme a Messico e Cile, sono i suoi principali mercati nella regione.
- 2011: La compagnia inizia una collaborazione con lo stilista francese Monsieur Christian Lacroix,[8] e celebra il decimo anniversario della loro esperienza congiunta nel 2021. Desigual inaugura il suo primo negozio Season in Italia, situato nella Stazione Centrale di Milano, a marzo.[9]
- 2012: A giugno, l'azienda apre ufficialmente i suoi uffici centrali situati nel quartiere de La Barceloneta (Barcellona),[10] un edificio vetrato progettato da Ricardo Bofill di 24.000 metri quadrati distribuiti su sei piani, per il quale Desigual ha investito 50 milioni di euro.[11] Desigual aderisce a Textile Exchange.
- 2015: Nel 2015 la firma lancia il suo piano di trasformazione, basato su tre pilastri (ridefinizione del prodotto e del pubblico, ottimizzazione della rete di distribuzione e revisione del marchio) con il focus sull'efficienza (struttura più robusta, crescita sostenibile) e sull'essere rilevanti attraverso la creatività e l'innovazione. Questo stesso anno, la compagnia inaugura il suo centro logistico di Viladecans.[12]
- 2017: Desigual presenta per la prima volta la sua collezione Primavera/Estate 2017 alla New York Fashion Week e consolida la sua presenza in Messico.
- 2018: L'azienda realizza un restyling dell'Iconic Jacket come parte dell'evento artistico internazionale, Art Basel Miami Beach,[13] e instaura una rete di collaborazioni per disegnare esclusive Capsule Collection.
- 2019:  La compagnia ridefinisce il suo prodotto, includendo nuovi materiali, modelli e design, cercando così di allargare il suo pubblico e incorporare le nuove generazioni.[14] All'interno di questo rinnovamento, nel giugno 2019 Desigual lancia la sua nuova immagine di marca, incluso un nuovo logo, e la implementata in diversi negozi di vari paesi. L'azienda aderisce ad Amfori.
- 2020: La firma continua con l'implementazione della sua nuova immagine di marca, lancia il Piano di Sostenibilità e la RSI 2020-2023, e aderisce alla Sustainable Apparel Coalition, Better Cotton Initiative, The Fashion Pact e Sedex. Desigual lancia una Capsule Collection esclusiva insieme a María Escoté.[15] Si tratta della prima collaborazione con la stilista spagnola, inquadrata nella sua rete di collaborazioni con artisti e stilisti.
- 2021: Desigual ha introdotto una settimana lavorativa di 4 giorni dopo una votazione in cui l'86% ha sostenuto la misura.[16] L'azienda ha creato Awesome Lab, un acceleratore di startup per promuovere lo sviluppo di soluzioni tecnologiche nel settore della moda.[17]
- 2022: l'azienda ha aderito alla Roadmap to Zero di ZDHC.[18] Awesome Lab ha continuato il suo lavoro in una seconda edizione.

## Sviluppo
Conosciuta da anni per uno stile caratteristico basato su tessuti etnici e composizioni patchwork, Desigual lancia ogni anno due collezioni con un modo di vestire urbano, versatile e abbinabile.
L'azienda sviluppa un modello omnicanale per essere vicina ai consumatori. Il consolidamento di questo modello di business è passato attraverso un esercizio di ottimizzazione della rete di distribuzione, favorendo la digitalizzazione dell'azienda (rafforzamento del canale online e trasformazione degli altri canali), oltre ad un rinnovamento dell'esperienza di acquisto, e attraverso un modello di gestione basato su specifiche esigenze locali.
Dispone di dieci canali di vendita, sia fisici che online, la cui distribuzione è centralizzata in piattaforme logistiche situate a Viladecans, Gavà, New Jersey (Stati Uniti) e Hong Kong.
Secondo Manell Adell, ex consigliere delegato del gruppo dal 2002 al 2013, il fatturato di Desigual nel 2011 è stato di 560 milioni di euro, con una crescita del fatturato pari al 20%.  Dal 2016 Alberto Ojinaga è il Direttore Generale. La firma è presente in 109 paesi, con 393 stabilimenti monomarca e più di 2.600 dipendenti in tutto il mondo, 547 dei quali nei suoi uffici centrali nel quartiere de La Barceloneta di Barcellona. I suoi lavoratori hanno un'età media di circa 30 anni e il 75% della sua forza lavoro è costituito da donne.
La compagnia possiede 91 punti vendita in Italia, di cui 86 monomarca e più di 427 dipendenti.
Nel 2020, l'azienda è stata inserita nella BrandZ, la classifica delle marche spagnole di maggior valore elaborata da Kantar, e ha ricevuto il premio Laus Bronze per la sua nuova identità di marca presentata nel 2019.
Nel 2021, Desigual ha introdotto una settimana lavorativa di quattro giorni, consentendo tre giorni in ufficio e uno da casa. La misura è stata approvata dall'86%, dopo essere stata presentata presso la sede centrale a un gruppo di 500 dipendenti, consentendo un equilibrio tra vita personale e lavoro e attirando nuovi profili professionali che apprezzano la flessibilità. La settimana lavorativa è stata lanciata a ottobre ed è stata la prima volta che un marchio di moda internazionale ha istituito una settimana di questo tipo in Spagna.

## Collaborazioni
Le collaborazioni della firma con esponenti della cultura e dell'arte sono costanti.
Nel 2011 l'azienda ha iniziato una collaborazione con il designer francese Christian Lacroix.
Nel gennaio 2011 ha firmato una partnership con il Cirque du Soleil per disegnare la linea Desigual Inspired by Cirque du Soleil, composta da 60 tra capi e accessori ispirati al celebre sodalizio canadese.
A partire dal 2018 la firma ha stabilito nuove collaborazioni con noti personaggi o altre aziende per le quali ha lanciato Capsule Collection con nuovi materiali, campagne a favore della diversità o iniziative artistiche. Alcune di queste collaborazioni sono state con gli artisti Miranda Makaroff e Okuda San Miguel, la stilista María Escoté, l'attore Jordi Mollá e l'attrice Najwa Nimri, nonché con Ecoalf,  Victoria o Sónar Barcelona.
Desigual ha inoltre collaborato con Disney per il 2021, in una collezione ispirata all'iconica giacca di jeans, creata da Thomas Meyer negli anni '80 a partire da ritagli di jeans con abbellimenti in pelle di colore diverso.
Nel 2022, Desigual ha lanciato una capsule estiva con Smiley per celebrare il 50º anniversario del marchio e ha collaborato con la stilista italiana Stella Jean nella stagione primavera-estate e recentemente con lo stilista francese Alphonse Maitrepierre con una collezione che è stata presentata alla Settimana della moda di Parigi.

## Identità visiva
L'immagine dell'azienda ha sempre cercato di riflettere la filosofia del brand.

### Logo
Il primo logo ideato per marchiare i capi era la semplice dicitura "Desigual" scritta con il font rubber stamp. Nel 1986 l'illustratore spagnolo Peret disegna il nuovo logo, rappresentando un uomo e una donna stilizzati e il nome in carattere eagle. Nel 1998 questo logo tradizionale è stato affiancato da uno con le linee molto più tondeggianti, sempre rappresentanti un uomo e una donna stilizzati. Nel 2004 l'azienda torna alla semplicità delle linee con una semplice dicitura del nome in helvetica, ma con la "s" scritta al contrario come segno distintivo, spesso posta su una chiazza di colori molto accesi e acquerellati. Il restyling del 2019, attuato dallo studio creativo interno in collaborazione con l'agenzia pubblicitaria olandese We Are Pi, si basa sul concetto di "cambiare il punto di vista": il logo è infatti composto dal nome dell'azienda, scritto con un carattere geometrico senza grazie capovolto orizzontalmente.
Insieme al lancio del nuovo logo, la compagnia ha rinnovato il prodotto (capi e accessori più urbani, versatili e sostenibili) e ha presentato un'esperienza di acquisto più personalizzata. Tutto ciò ha comportato la riprogettazione degli stabilimenti strategici in Europa, America e Asia. Tra questi spicca quello del quartiere Harajuku di Tokyo, in Giappone, uno dei mercati più importanti dell'azienda. Questo stabilimento ha dedicato uno dei suoi piani per offrire ai clienti la possibilità di personalizzare i capi e partecipare a workshop diretti da artisti.

Nel 2020, il marchio ha continuato ad applicare la sua immagine e il suo concetto rinnovati, questa volta nei negozi fisici e prendendo come ispirazione le gallerie d'arte: sono stati allestiti spazi diafani con meno capi e appendini, rendendo i capi protagonisti e principali oggetti di impatto sul consumatore. Questo nuovo concetto si sta espandendo all'interno dei negozi più emblematici, in tutti i mercati.

1984-1986
1986-2004
2004-2019
2019-2022
2022 - attuale

## Slogan
Il primo slogan dell'azienda è stato "No es lo mismo" (non è la stessa cosa in italiano). Alcuni dei nomi delle collezioni lanciate dalla firma sono stati: Real Life, Magic Stories, Luxury Feelings, Me&You, Better&Better, Wow, All Together, Handmade, Rainbow, El Love, La Difference, El Now, We are Animals, e La Vida es Chula.  Quest'ultimo è il motto di Desigual, che rappresenta lo scopo e i valori del marchio.

## Promozioni

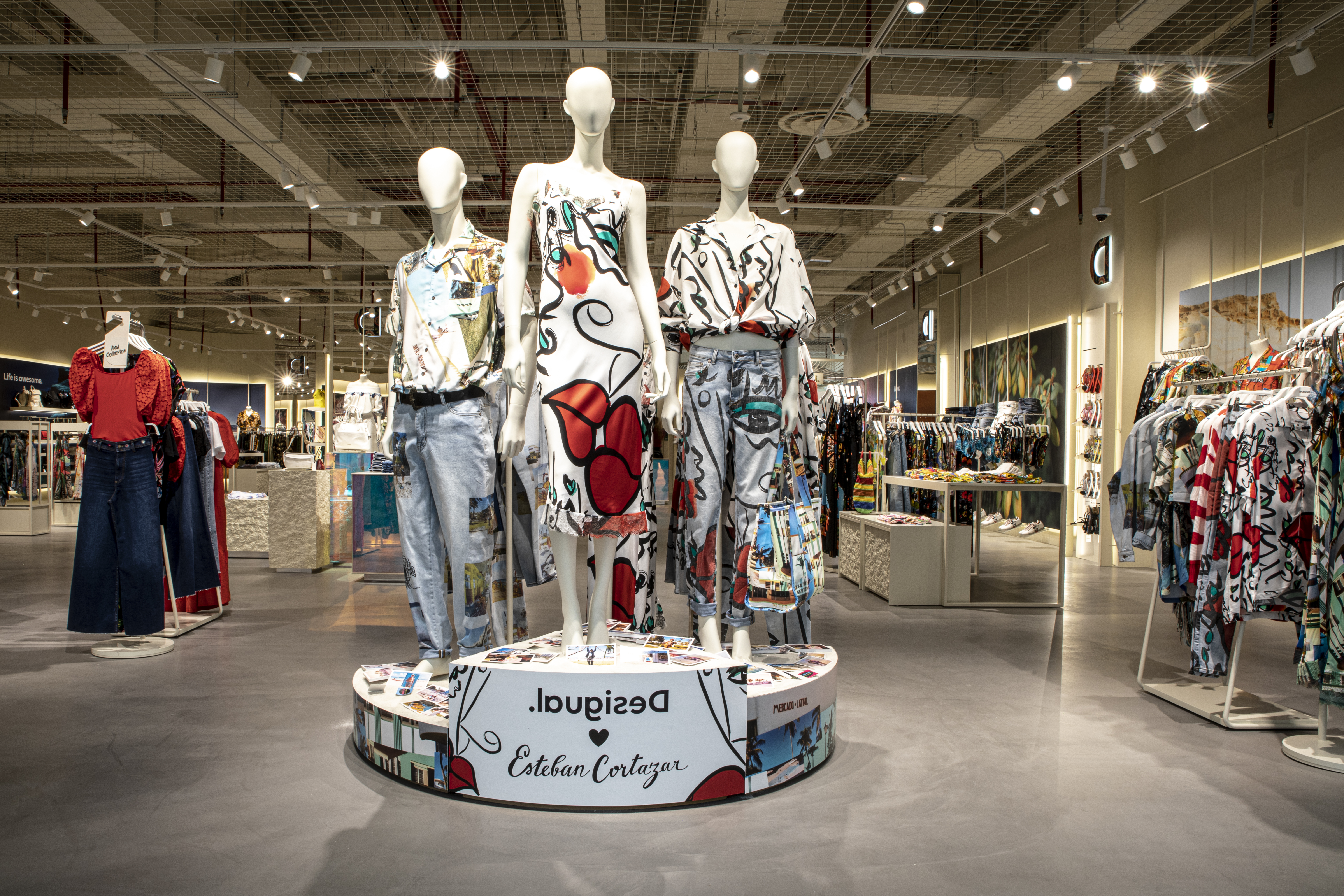
Negozio Desigual di Arese, Italia

Caratterizzata dal lancio di diverse campagne e da una comunicazione dirompente, lo scopo di Desigual è creare storie ed esperienze innovative e accessibili che ispirino gioia. Nel gennaio 2011 Desigual ha lanciato una campagna in Spagna e Portogallo dal nome “Entra desnudo, sal vestido” (letteralmente “Entra nudo, esci vestito”) con la quale invitava i propri clienti a recarsi vestiti esclusivamente del proprio intimo presso un punto vendita allo scopo di venire vestiti gratuitamente da capo a piedi. La campagna ha avuto talmente tanto successo che nel negozio di Madrid circa 200 persone hanno atteso l'apertura del negozio in lingerie per fruire dei saldi invernali. La campagna è stata ripetuta nel 2011 a Londra, Berlino, Stoccolma, Madrid, Praga e New York. Nel 2012 ha avuto luogo a Madrid, Siviglia e Lione. A luglio 2013 l'iniziativa di marketing è stata proposta anche a Milano e Torino.
Tra le altre campagne, spicca quella con protagonista Winnie Harlow, modella canadese affetta da vitiligine, che è stata l'immagine della collezione Primavera/Estate 2014.
Alla fine di quello stesso anno, nell'ambito dell'evento artistico internazionale Art Basel Miami Beach, Desigual ha presentato la sua collezione Primavera/Estate 2020 con una sfilata e uno spettacolo diretto dall'artista spagnola Carlota Guerrero e ispirato al bacio. I protagonisti, personalità del mondo della moda, dell'arte, del cinema e della musica, hanno eseguito una coreografia, e successivamente uno spettacolo dove coppie e trii si sono baciati davanti al pubblico, prima, indossando i capi della nuova collezione e, successivamente, nudi.
La campagna per l'autunno-inverno 2022 è stata disegnata e realizzata in bianco e nero dal fotografo Mario Sorrenti e dalla modella Grace Elizabeth, che in passato ha sfilato per Victoria's Secret, Chanel e Fendi. L'immagine per l'autunno-inverno 2022 di Desigual è Nathy Peluso, la cantante e cantautrice argentina, nota anche per la sua immagine trasgressiva che rappresenta i valori del marchio.

## Digitalizzazione
Il piano di sviluppo adottato dopo il 2015 ha previsto l'investimento di oltre 80 milioni di euro nei processi di logistica, IT, innovazione e nella rete di distribuzione. È stata implementata la tecnologia RFID in tutti i suoi negozi, consentendo di gestire l'inventario in modo accurato e in tempo reale, stabilendo una tracciabilità dello stock sin dalla fonte. Nei punti vendita fisici, la compagnia utilizza il servizio Ask Me, che permette di effettuare transazioni multiple, da cambi o resi fino all'acquisto. Ha inoltre lanciato il servizio Ship from store, un sistema che consente di preparare la spedizione dal negozio più vicino al punto di consegna.
Per quanto riguarda il canale online, l'azienda dispone di un proprio sito web e offre i suoi prodotti attraverso punti vendita digitali o e-tailer e flash sales, come sono noti i punti vendita con sconti digitali.
Creato nel 1998, il sito web Desigual.com è stato rinnovato alla fine del 2019, in linea con la nuova brand image, incorporando i progressi in termini di personalizzazione, scalabilità e localizzazione. Disponibile in più di 150 mercati, il negozio online si basa su tecnologie di e-commerce transfrontaliere, affidandosi al partner tecnologico e logistico Global-e. Inoltre, integra un sistema di raccomandazioni basato sull'Intelligenza Artificiale e mette a disposizione dell'utente modalità di pagamento specifiche per ogni Paese.  La pandemia del Covid-19 ha significato un cambiamento nelle abitudini di consumo e di acquisto, rafforzando i canali digitali. Da maggio 2020 le vendite online su desigual.com hanno registrato una crescita media del 50%, con picchi di fino al 70%.

## L'innovazione
Nel 2021 Desigual ha creato Awesome Lab, un acceleratore di startup per promuovere l'innovazione tecnologica nel settore della moda e fornire soluzioni alle principali sfide del settore. Si tratta di un'iniziativa pionieristica nel settore della moda in Spagna. Il primo bando è stato sviluppato con la piattaforma di innovazione aperta Plug and Play. Sette aziende sono state scelte tra oltre 150: Vestico, Syrup Tech, Swearit, Personify XP, Resortecs, Exonode e SXD, con idee relative a blockchain, intelligenza artificiale, nuovi materiali e machine learning. Il secondo bando, nel 2022, sarà realizzato con Wayra, l'hub di open innovation di Telefónica.

## Produzione sostenibile
I capi di Desigual vengono prodotti principalmente in Europa e Medio Oriente (27% della produzione), e in Asia (73% della produzione), in particolare in paesi come Cina e India.  Al fine di migliorare la trasparenza e la tracciabilità della propria Supply Chain, nel 2020 ha pubblicato l'elenco delle fabbriche di abbigliamento attive nel mondo (fornitori Tier 1) che lavorano per la firma.
Per garantire il rispetto del Codice di Condotta dei fornitori vigente all'interno dell'azienda (e che comprende aspetti legati ai diritti umani, al rispetto della legge, ai diritti dei lavoratori e alle condizioni di lavoro, all'ambiente, alla qualità e alla sicurezza), Desigual si è dotata di sistemi di revisione e controllo effettuati attraverso una terza entità indipendente, seguendo gli standard internazionali BSCI e SMETA.
La compagnia ha introdotto nelle sue collezioni fibre sostenibili e ha lanciato collezioni con capi realizzati con fibre organiche e riciclate come la collezione Love the World, presentata a gennaio 2021.
Nel 2020, il marchio ha razionalizzato il suo piano di sostenibilità e responsabilità sociale d'impresa (CSR). Con l'introduzione di questo piano, il 55% dei capi di Desigual è ora sostenibile, una percentuale che aumenterà al 70% per la collezione primavera-estate 2023. L'azienda ha anche introdotto un nuovo modello di etichettatura ecologica che valuta i capi in base alla quantità di materiale riciclato o organico che hanno quando lasciano la fabbrica.
L'azienda ha inoltre aderito al progetto Roadmap to Zero di ZDHC (Zero Discharge of Hazardous Chemicals) per garantire le migliori pratiche chimiche lungo tutta la catena del valore, avvicinandosi all'obiettivo di scarichi zero.
Nel 2022, l'azienda ha annunciato l'obiettivo di ridurre le proprie emissioni assolute di gas serra del 65% nel 2026, rispetto ai valori del 2019. Questa iniziativa fa parte dell'obiettivo più impegnativo dell'azienda di raggiungere la neutralità delle emissioni di carbonio entro il 2050.
Per quanto riguarda la gestione dei rifiuti, nel 2021, Desigual ha recuperato il 97% dei rifiuti generati nei suoi edifici e negozi in Spagna, circa 1.100 tonnellate. L'azienda ha ridotto la produzione di rifiuti del 20% rispetto al 2018. L'obiettivo di ottenere un imballaggio più sostenibile è stato raggiunto nel 2021, quando la plastica monouso è stata eliminata dal processo di confezionamento.

## Alleanze
La firma collabora con organizzazioni, iniziative e piattaforme internazionali per lo sviluppo dei propri obiettivi in materia di ambiente, innovazione e responsabilità sociale. Tra loro troviamo: Textile Exchange, Sustainable Apparel Coalition (SAC), Better Cotton Initiative (BCI), The Fashion Pact, ZDHC’s Roadmap to Zero e Barcelona Tech City. Desigual fa parte di Amfori e Sedex, per il controllo e la revisione della Supply Chain. La firma collabora con diversi enti a fini sociali come la Fundació Èxit e l'Associazione dei Vicini della Barceloneta.

## Presenza internazionale
Desigual possiede punti vendita in 109 paesi: con recenti aperture di negozi in Asia (Giappone, India, Cina), Sudafrica; America Latina (Colombia, Perù, Messico, Guatemala, Ecuador); Europa (Italia); e il lancio del suo negozio online a Hong Kong, in Russia e in Turchia , tra gli altri mercati, in particolare Albania, Algeria, Andorra, Antigua e Barbuda, Armenia, Aruba, Australia, Austria, Azerbaijan, Bahrain, Belgio, Bielorussia, Bosnia-Erzegovina, Bermuda, Brasile Brunei, Bulgaria, Canada, Cina, Colombia, Costa Rica, Cile, Croazia, Cipro, Curacao, Repubblica Ceca, Ecuador, Estonia, El Salvador, Danimarca, Egitto, Federazione Russa, Emirati Arabi Uniti, Finlandia, Francia, Germania, Messico, Georgia, Gibilterra, Grecia, Guadalupa, Honduras, Hong Kong, Ungheria, India, Indonesia, Isole Cayman, Israele, Irlanda, Italia, Giappone, Jersey, Giordania, Kazakistan, Kuwait, Lettonia, Libano, Lituania, Lussemburgo, Macao, Macedonia, Malesia, Malta, Marocco, Montenegro, Myanmar, Paesi Bassi, Nuova Zelanda, Oman, Panama, Paraguay, Filippine, Polonia, Corea del Sud, Portogallo, Porto Rico, Qatar, Repubblica Dominicana, Romania, Arabia Saudita, Singapore, Cuba, Spagna, Serbia, Sri Lanka, Sudafrica, Svizzera, Svezia, Taiwan, Trinidad e Tobago, Tunisia, Turchia, Uruguay, Ucraina, Regno Unito, Stati Uniti, Perù, Venezuela e Vietnam.

## Controversie
Nel 2008 il marchio Dolores Promesas denunciò Desigual per la commercializzazione di una maglietta con un disegno identico a una propria creazione e per la conseguente violazione dei diritti d'autore. La denuncia si risolse con un accordo amichevole extragiudiziale con Desigual, che si scusò e rimosse tutti i capi con il disegno in questione.
Poco prima, nel luglio 2008, il marchio Custo Barcelona, dello stilista Custo Dalmau, minacciò una denuncia, facendo intendere che Desigual avesse copiato sistematicamente parecchi suoi prodotti con l'intento di confondere la clientela. La denuncia minacciata, però, non fu mai formalizzata. Nel settore si pensa che sia stata una strategia pubblicitaria di Custo per trovare nuovi partner.